# Episodi di C'era una volta nel Paese delle Meraviglie
La prima ed unica stagione della serie televisiva C'era una volta nel Paese delle Meraviglie è stata trasmessa negli Stati Uniti per la prima volta dall'emittente ABC dal 10 ottobre 2013 al 3 aprile 2014.
In Italia, la stagione è andata in onda dal 10 maggio al 21 giugno 2015 su Rai 2.
Gli Antagonisti della serie sono Jafar, Anastasia la Regina Rossa e Ciciarampa.
| nº | Titolo originale     | Titolo italiano             | Prima TV USA     | Prima TV Italia |
| -- | -------------------- | --------------------------- | ---------------- | --------------- |
| 1  | Down the Rabbit Hole | Nella tana del coniglio     | 10 ottobre 2013  | 10 maggio 2015  |
| 2  | Trust Me             | Fidati di me                | 17 ottobre 2013  | 10 maggio 2015  |
| 3  | Forget Me Not        | Non ti scordar di me        | 24 ottobre 2013  | 17 maggio 2015  |
| 4  | The Serpent          | Il serpente                 | 7 novembre 2013  | 17 maggio 2015  |
| 5  | Heart of Stone       | Cuore di pietra             | 14 novembre 2013 | 24 maggio 2015  |
| 6  | Who's Alice?         | Chi è Alice?                | 21 novembre 2013 | 24 maggio 2015  |
| 7  | Bad Blood            | Sangue cattivo              | 5 dicembre 2013  | 31 maggio 2015  |
| 8  | Home                 | Casa                        | 12 dicembre 2013 | 31 maggio 2015  |
| 9  | Nothing to Fear      | Niente di cui aver paura    | 6 marzo 2014     | 7 giugno 2015   |
| 10 | Dirty Little Secrets | Piccoli sporchi segreti     | 13 marzo 2014    | 7 giugno 2015   |
| 11 | Heart of the Matter  | Il nocciolo della questione | 20 marzo 2014    | 14 giugno 2015  |
| 12 | To Catch a Thief     | Per prendere un ladro       | 27 marzo 2014    | 14 giugno 2015  |
| 13 | And They Lived...    | E vissero...                | 3 aprile 2014    | 21 giugno 2015  |

## Nella tana del coniglio
- Titolo originale: Down the Rabbit Hole
- Diretto da: Ralph Hemecker
- Scritto da: Edward Kitsis, Adam Horowitz, Zack Estrin e Jane Espenson
- Episodio dedicato a: Alice

### Trama
Reame nell'età vittoriana, passato. La piccola Alice torna a casa dopo essere stata in un mondo incantato chiamato il Paese delle Meraviglie, ma a sua insaputa più tempo di quanto lei abbia trascorso è passato nel suo mondo e il padre è scioccato di rivederla, credendola scomparsa. Quando Alice racconta alla famiglia della sua avventura, non viene creduta e un amico di famiglia, il Dr. Lydgate, prende in considerazione di farla entrare nel suo ospedale psichiatrico. Alice, quindi, scappa di nuovo di casa per cercare le prove dell'esistenza del Paese delle Meraviglie.
Paese delle Meraviglie, passato. Dopo qualche anno nel magico paese, un'ormai adulta Alice cattura il Bianconiglio e tenta di tornare a casa. Sul cammino, incontra un giovane genio proveniente da Agrabah, Cyrus, che decide di liberare. I due vivono delle fantastiche avventure e si innamorano, ma proprio quando decidono di sposarsi, Cyrus viene crudelmente scagliato nel Mare Bollente dalla potente magia della perfida Regina Rossa sotto gli occhi scioccati di Alice.
Storybrooke, presente. Will Scarlett (l'ex Fante di Cuori) si intrufola nella tavola calda di Granny e incappa nel Bianconiglio, giunto da lui tramite dei portali che può creare per spostarsi da un mondo all'altro, chiedendogli di aiutarlo a salvare Alice.
Reame nell'età vittoriana, presente. Una volta tornata a casa, Alice è stata internata nell'ospedale di Lydgate e dopo diversi anni si è arresa e acconsente di farsi fare la lobotomia per mettersi il passato alle spalle. Proprio allora, irrompono nella struttura Will e il Bianconiglio (il quale lascia stupito Lydgate) e la informano che Cyrus è ancora vivo. Ritrovata la speranza, Alice si fa condurre nel Paese delle Meraviglie.
Paese delle Meraviglie, presente. Molte cose sono cambiate dall'ultima visita della ragazza: la Regina Rossa ha il controllo su tutta la landa dopo la scomparsa della Regina di cuori, lo Stregatto è divenuto selvatico e ostile, il Cappellaio Matto ha lasciato da tempo il Paese. Alice trova di Cyrus solo un pendente incantato, simbolo del loro amore e segno che è ancora vivo. Infatti, Cyrus è tenuto prigioniero dallo stregone Jafar, giunto da Agrabah nel Paese delle Meraviglie, in accordo con la Regina Rossa: Alice è stata riportata in quel mondo perché ancora in possesso di tre desideri, quindi, finché non li esprime, non potranno usare il genio.
- Guest star: Lee Arenberg (Leroy/Brontolo), Jessy Schram (Cenerentola/Ashley Boyd), Jonny Coyne (Dr. Lydgate), Keith David (Stregatto), Iggy Pop (Brucaliffo).
- Ascolti USA: telespettatori 5 820 000 – share 5%[2]

## Fidati di me
- Titolo originale: Trust Me
- Diretto da: Romeo Tirone
- Scritto da: Rina Mimoun
- Episodio dedicato a: Alice e Cyrus

### Trama
Passato. Ad Agrabah, Jafar è alla ricerca di Cyrus, ma se lo lascia scappare quando il suo padrone, spaventato per l'arrivo dello stregone, desidera che il genio possa andarsene lontano: con questo desiderio, Cyrus viene catapultato nel Paese delle Meraviglie. Qui incontra Alice e si innamorano a vicenda. Nei giorni che passano assieme, le racconta i suoi viaggi, le cose che ha visto, le insegna la scherma e la mette in guardia da un pericoloso individuo, Jafar. Tuttavia, Cyrus, pur essendo veramente innamorato di Alice, ha paura che, dopo che lei ha espresso i tre desideri che le ha dato in forma di tre rubini, lo dimentichi: la ragazza lo rassicura che non potrà mai, così decidono, per stare assieme, di nascondere l'ampolla. Lei promette di non usare i desideri, così lui non sparirà e non si separeranno.
Paese delle Meraviglie, presente. Alice vuole trovare l'ampolla: se lei esprime i desideri, Cyrus vi ritornerà dentro, e Will, diventando il nuovo padrone, dovrà trovare un modo per liberarlo dal vincolo magico. Si mettono in cammino verso i Prati Nifri, posto dove Alice dice di aver nascosto l'ampolla. Per attraversare il lago che incontrano, chiedono aiuto alla fata Argentea, il traghetto incantato, che a causa però di una vecchia ostilità amorosa con Will li lascia in mezzo all'acqua. Alice decide di sfruttare la Finta Tartaruga per raggiungere i Prati. Nel frattempo, Jafar ordina alla Regina Rossa di trovare l'ampolla: questa gli riferisce dove poterla recuperare. Jafar raggiunge i Prati Nifri e comincia a scavare sotto il Pino Tantugno, osservato da lontano da Alice e Will, ma l'ampolla non c'è: Alice ha dichiarato un posto fasullo solo per vedere con chi deve scontrarsi. Capito il nemico, si dirige verso la vera ubicazione, solo per scoprire che l'ampolla è sparita. Alice così crede che Cyrus l'abbia abbandonata, ma in realtà, il Bianconiglio (al servizio della Regina Rossa) li aveva visti nasconderla anni prima, e l'ha procurata alla Regina. Cyrus riesce tramite una carta magica a comunicare con Alice: lei comprende che è veramente in pericolo, che non l'ha abbandonata, per cui ora è più desiderosa che mai di raggiungerlo.
- Guest star: Brian George (vecchio prigioniero), Jordana Largy (Argentea), Ben Cotton (Pinco Panco), Matty Finochio (Panco Pinco).
- Ascolti USA: telespettatori 4 530 000 – share 4%[3]

## Non ti scordar di me
- Titolo originale: Forget Me Not
- Diretto da: David Solomon
- Scritto da: Richard Hatem
- Episodio dedicato a: Will Scarlett/Fante di Cuori

### Trama
Foresta Incantata, passato. Will Scarlet si è appena unito all'Allegra Brigata di Robin Hood. Will consiglia a Robin di derubare la strega Malefica, la quale ha tanto oro da poter sfamare interi villaggi per anni. Robin, inizialmente contrario per il fatto che Malefica usa la magia oscura contro chiunque la infastidisca, accetta l'idea del nuovo compagno. Quella sera, loro e alcuni uomini si introducono nel castello, solo con lo scopo di rubare l'oro tralasciando i gingilli magici della strega. Tuttavia, Will ruba un piccolo specchio. Di ritorno all'accampamento ricevono un messaggio dalla strega che li invita a restituire solo l'oggetto magico rubato e la fuga di Will durante la notte fa comprendere a Robin che lui è un vero ladro, a differenza di loro che rubano per donare ai poveri. Will ritorna dalla sua amata, Anastasia e assieme fuggono da quel mondo: lo specchio altro non è che un portale per il Paese delle Meraviglie.
Paese delle Meraviglie, presente. Alice e Will non sanno capacitarsi del furto dell'ampolla, quando a lui viene l'idea di usare una corda magica, la Corda-che-mai-scorda, che può mostrare cosa è accaduto nel passato sul luogo verso cui si guarda. Will ricorda che ad averlo era il Brucaliffo, che si rivela un essere piuttosto scaltro e poco affidabile. La visita che riceve dai due rivela che non è in possesso della Corda: ad averlo è un mostro chiamato Grendel che vive nella foresta e se Will non glielo porterà, come da accordo pattuito al momento, la sua testa sarà del Bruco. Will e Alice si dirigono verso la dimora del mostro, ma vengono catturati. Intanto, Jafar e la Regina Rossa vogliono obbligare Alice ad usare il primo desiderio e perciò scelgono di aizzarle contro il Grafobrancio. Nella casa del mostro, Alice e Will tentano di liberarsi, mentre vedono il Grendel usare la Corda per vedere una giovane coppia nel passato della casa: capiscono che l'uomo è lui (tramutato in un essere deforme dalla Regina Rossa come punizione per avergli sottratto la Corda) e la donna è la sua defunta moglie, e agendo sui suoi sentimenti riescono a liberarsi. Nella fuga, però, vengono attaccati dal Grafobrancio, ma Alice riesce ad ucciderlo. Per ringraziarli di avergli salvato la vita, il mostro dona loro la Corda-che-mai-scorda e con essa i due possono vedere chi abbia rubato l'ampolla: capiscono con rammarico che è stato il Bianconiglio e che è alleato della Regina. Will decide poi di non consegnare la Corda al Brucaliffo, così da evitare che se ne serva per i suoi scopi malvagi, e la distrugge, mettendo così la propria vita in pericolo. Intanto Jafar ha scoperto che Alice non è sola e riesce a raccogliere informazioni sull'uomo che la accompagna dal Grendel, che poi uccide.
- Guest star: Steve Bacic (Grendel), Kristin Bauer van Straten (Malefica voce) Brian George (vecchio prigioniero), Sean Maguire (Robin Hood), Iggy Pop (Brucaliffo).
- Ascolti USA: telespettatori 4 380 000 – share 4%[4]

## Il serpente
- Titolo originale: The Serpent
- Diretto da: Ralph Hemecker
- Scritto da: Jan Nash
- Episodio dedicato a: Jafar e Amara

### Trama
Agrabah, passato. Il giovane Jafar, solo e costretto a lavori umili, incontra una potente strega Amara. Il ragazzo la prega di insegnargli la magia oscura: è disposto a tutto pur di imparare le arti magiche, perché vuole vendicarsi del padre, che l'ha rifiutato in quanto figlio illegittimo. Così cresce con Amara, imparando la magia e al contempo ad abbandonare il suo temperamento altruista per ottenere ciò che vuole, cambiando pelle come un serpente. Da Amara viene a conoscenza di un potente incantesimo che è in grado di cambiare le leggi magiche, ma necessita di tre geni e due persone per il potere ricevuto. Riescono a recuperarne due, e Jafar riesce a trovare l'ubicazione del terzo. Ma troppo egoista, desideroso di quel potere solo per sé, ruba con una pozione l'essenza della strega e la trasforma prima in un serpente, poi nel suo bastone, così da averla con lui per poter sfruttare le sue capacità magiche, potenziare le proprie e utilizzarla comunque per l'incantesimo.
Paese delle Meraviglie, presente. Jafar vuole eliminare il Fante dai suoi piani, così ordina alla Regina di occuparsene. In un momento in cui Alice e Will sono separati, in fuga da cacciatori di taglie mandati dal Brucaliffo, Will viene catturato dalla Regina. Poiché Jafar lo vuole morto, la Regina tenta prima di aiutarlo a scappare in un altro mondo, per poi, su sfida dello stesso Fante, condannarlo a morte. Nel frattempo, Alice scopre da un'amica del Fante, Elizabeth (detta Liz), che è stato catturato dalla Regina Rossa, così decidono di salvarlo dall'esecuzione imminente. Alice riesce a salvare Will dalla forca, ma nella fuga attraverso il labirinto vengono raggiunti da Jafar e dalla Regina. Jafar vuole obbligare Alice ad esaudire i desideri così da poter impossessarsi di Cyrus: tenta di uccidere Will, ma Alice esaudisce il primo desiderio (se Will muore, morirà anche lei); Jafar allora pietrifica Will e la lascia andare. Cyrus, ancora imprigionato, ha però trovato un modo per scappare.
- Guest star: Brian George (vecchio prigioniero), Anthony Keyvan (Jafar da giovane), Lauren McKnight (Lucertola), Zuleikha Robinson (Amara).
- Ascolti USA: telespettatori 3 550 000 – share 3%[5]

## Cuore di pietra
- Titolo originale: Heart of Stone
- Diretto da: Paul Edwards
- Scritto da: Katie Wech
- Episodio dedicato a: Regina Rossa/Anastasia

### Trama
Passato. Anastasia e Will sono pronti a raggiungere il Paese delle Meraviglie attraverso lo specchio che lui ha rubato a Malefica, quando la madre di lei li ferma. Anastasia non accetta le imposizioni della donna e così decide di attraversare il portale con l'uomo che ama. Tuttavia, la vita che volevano nel Paese delle Meraviglie non è come si aspettavano; stanchi di vivere in povertà, si intrufolano al ballo del Re Rosso, ma scoperti, vengono scacciati. Anastasia vuole tornare nel suo mondo, la Foresta Incantata, ma vuole farlo da regina, così progetta di rubare i gioielli della corona. Mentre Will l'aspetta, lei ruba i gioielli, ma all'ultimo viene sorpresa dal Re, che le fa una proposta, facendola ragionare sulla sua futura vita. Così Anastasia lo sposa e diventa la Regina Rossa, con delusione di Will.
Paese delle Meraviglie, presente. La Regina Rossa vuole proteggersi dai poteri oscuri di Jafar, così stringe un accordo con Alice: se l'aiuta a procurarsi una polvere magica, lei l'aiuterà a trovare Cyrus. Alice, dapprima restia, accetta. Per recuperare la polvere, deve dimostrare di avere un cuore puro: in una sfida, risparmia la vita della Regina, e così può ottenere la polvere. Ma la Regina, ottenuta la polvere, non rivela ad Alice la posizione del genio. Intanto Jafar ha catturato il Bianconiglio, e da questi cerca di ottenere informazioni su Alice: capisce così di doversi recare in un altro mondo per poter catturare una persona cara ad Alice, e sfrutta il Coniglio per aprirsi un portale. Cyrus riesce a scappare dalle prigioni, e Alice, grazie ad una manciata di polvere magica nascosta, riesce a trovare il luogo in cui il genio è rinchiuso. Con un po' della polvere incantata, la Regina è in grado di riportare allo stato naturale Will, che deve ora ritrovare Alice.
- Guest star: Brian George (vecchio prigioniero), Sarah-Jane Redmond (madre di Anastasia), Garwin Sanford (Re Rosso), Ben Cotton (Pinco Panco), Matty Finochio (Panco Pinco).
- Ascolti USA: telespettatori 3 730 000 – share 3%[6]

## Chi è Alice?
- Titolo originale: Who's Alice?
- Diretto da: Ron Underwood
- Scritto da: Jerome Schwartz
- Episodio dedicato a: Alice

### Trama
Reame nell'età vittoriana, passato. Alice ritorna nel suo mondo dopo aver perso l'amato Cyrus, e qui si ricongiunge con il padre, che negli anni in cui è stata assente si è risposato e ha avuto un'altra figlia. Tuttavia, egli non è incline a credere alle assurde storie della figlia, e vedendo che questa continua a soffrire, a raccontare le sue avventure alla giovane sorellastra e a fuggire dai suoi obblighi sociali nell'età vittoriana, si trova costretto ad imporre alcune decisioni alla figlia: o vivere con loro, la sua nuova famiglia, senza più proferire parola del Paese delle Meraviglie e dell'amato, o vivere nel sanatorio di Bethlem. Alice sceglie la seconda opzione, vedendo che non è creduta da suo padre: si allontana così una mattina in carrozza con il dottor Lydgate.
Paese delle Meraviglie, presente. Cyrus è riuscito a fuggire dal palazzo di Jafar, e sia le guardie dello stregone sia la Regina Rossa (decisa a prendersi il genio per avere lei il potere) lo stanno braccando. Intanto, Alice, scoperto il palazzo, si addentra prima nella Foresta Oscura, e poi nelle Piane Mestili, dove, inebriata dai fumi dei fiori magici, si dimentica dei suoi problemi. Il Fante, non più pietra, è sulle tracce di Alice, e riesce a raggiungerla nella Piana, dove scopre un'Alice spensierata. Tuttavia, scopre presto il segreto del luogo: se Alice non si allontana presto, verrà trasformata in albero come chiunque vi sia giunto. Grazie al pendaglio di Cyrus, Will (su cui la magia del posto non ha effetto, essendosi strappato il cuore per le sofferenze causategli da Anastasia) fa rinsavire Alice prima che si possa completamente trasformare e si allontanano.
Reame nell'età vittoriana, presente. Jafar, intanto, è giunto nel mondo natale di Alice dove, grazie al dottor Lydgate (ancora turbato alla vista del Bianconiglio durante la fuga di Alice), scopre dove trovare il padre della ragazza.
- Guest star: Jonny Coyne (Dr. Lydgate), Brian George (vecchio prigioniero), Shaun Smyth (Edwin), Heather Doerksen (Sarah, matrigna di Alice).
- Ascolti USA: telespettatori 3 530 000 – share 3%[7]

## Sangue cattivo
- Titolo originale: Bad Blood
- Diretto da: Ciaran Donnelly
- Scritto da: Jane Espenson
- Episodio dedicato a: Jafar

### Trama
Bassa Agrabah, passato. Il giovane Jafar ha appena perso la madre Ulima, ma questa, in punto di morte, gli svela l'identità di suo padre: il sultano della Bassa Agrabah. Si presenta così dal sultano, e da lui vuole essere riconosciuto come figlio (senza nemmeno volere il trono). Il sultano lo rifiuta, in quanto illegittimo, ma acconsente a tenerlo solo come servo. Tuttavia, si dimostra più sveglio e abile del legittimo erede Mirza. Poiché il sultano decide che non può rimanere vivo, una sera lo affoga nell'acqua della toeletta, gettando il corpo esanime del giovane tra gli scarti. Tuttavia, Jafar non è morto, e ritorna dopo molti anni, una volta acquisiti i poteri, per ottenere il riconoscimento del padre: non ricevendolo, uccide Mirza e imprigiona il sultano.
Paese delle Meraviglie, presente. Jafar conduce il padre di Alice nel Paese delle Meraviglie: Edwin rimane sbalordito, ma Jafar vorrebbe che si ricongiungesse con la figlia per poterne conoscere le debolezze, ma poiché egli non collabora, lo imprigiona assieme a suo padre, il vecchio prigioniero che era rinchiuso assieme a Cyrus. Alice e Will hanno raggiunto le basi del palazzo sospeso di Jafar, e cercano un modo per raggiungerlo, fino a che d'improvviso non compare il padre di Alice (in realtà Jafar mutato), il quale cerca di ottenere, inutilmente, il perdono della figlia. Il loro legame si fa più forte quando lei lo salva dall'attacco di un drago (evocato dallo stesso Jafar per creare una finta situazione di pericolo che inducesse Alice ad ammorbidirsi nei suoi confronti). Ad un certo punto, Alice capisce però che non è veramente suo padre e nella loro fuga, Jafar si presenta con il vero Edwin: Alice si riappacifica con il padre e con il secondo desiderio lo salva dalla morte. Tuttavia, prima di sparire verso il suo mondo di appartenenza, Edwin avvisa Alice della fuga di Cyrus dalle prigioni. Alice si avvia alla ricerca dell'amato, mentre Jafar aspetta il momento in cui, modificate le leggi della magia, potrà ottenere l'amore del padre (il quale non è minimamente pentito di tutto il male che gli ha inflitto).
- Guest star: Amir Arison (sultano), Brian George (vecchio prigioniero/sultano da anziano), Shaun Smyth (Edwin), Heather Doerksen (Sarah, matrigna di Alice), Anthony Keyvan (Jafar da giovane), Rekha Sharma (Ulima).
- Ascolti USA: telespettatori 3 240 000 – share 3%[8]

## Casa
- Titolo originale: Home
- Diretto da: Romeo Tirone
- Scritto da: Edward Kitsis, Adam Horowitz e Zack Estrin
- Episodio dedicato a: Alice e Cyrus

### Trama
Paese delle Meraviglie, passato. Nel Paese delle Meraviglie di un tempo, Alice e Cyrus si baciano sotto le stelle cadenti. Improvvisamente vengono attaccati da dei briganti interessati al potere di Cyrus, ma Alice salva il suo amato rimediandoci un bel taglio all'addome che rischierebbe di ucciderla se non venisse prontamente portata dal Bianconiglio che la salva. Questi rimprovera il ragazzo dicendogli che, vivendo sempre in fuga, non potrà garantire alla ragazza la vita che ha sempre voluto. Cyrus decide allora di rivolgersi al Brucaliffo e, in cambio della bussola della madre, questi gli dà una casa, invisibile alla vista di chiunque e accessibile solo ai due innamorati.
Paese delle Meraviglie, presente. Alice decide di andare a cercare Cyrus nella loro "casa" nelle Lande Desolate. Al castello intanto, Pinco Panco, un servo della Regina, la tradisce consegnando l'ampolla a Jafar. La Regina ne viene presto a conoscenza, ma quella che ha rubato Jafar è solo un falso. Jafar lo capisce e allora si reca furioso al palazzo della Regina. Ma qui trova soltanto la testa della spia che gli aveva dato la falsa ampolla; un attimo prima di andarsene trova un capello della Regina nella sala del trono e decide di utilizzarlo per mandare contro di lei una nuvola che la ucciderà. Intanto Cyrus cade in una trappola ordita dalla Regina. Questa, insieme al genio, va nel nascondiglio suo e di Will e prende la vera ampolla. La Regina capisce che Jafar la troverà e comprende che l'unica cosa da fare è scappare dal Paese delle Meraviglie. Il quartetto si ritrova alle Lande Desolate e Anastasia ammette di essersi alleata con Jafar solo perché si era pentita di aver lasciato Will, e che lo amava ancora e tutto quello che desiderava era solo che tornassero di nuovo insieme, ma improvvisamente un lampo creato dalla magia oscura di Jafar cerca di colpire la Regina, che riesce a rifletterlo con l'ampolla, colpendo Will. Immediatamente anche Alice si sente male a causa del primo desiderio che esaudì (legando la sua vita a quella di Will). Alice aveva promesso al Fante un desiderio quando avrebbero trovato Cyrus. Così Will, ottenuto quel desiderio, desidera che Alice smetta di soffrire. Visto che la sua sofferenza riguardava anche il fatto di non poter stare con Cyrus, il desiderio libera il Genio, ma Will è scomparso: questo perché il desiderio l'ha reso il nuovo genio dell'ampolla.
- Guest star: Whoopi Goldberg (signora Bianconiglio), Iggy Pop (Brucaliffo), Ben Cotton (Pinco Panco), Matty Finochio (Panco Pinco).
- Ascolti USA: telespettatori 3 300 000 – share 3%[9]

## Niente di cui aver paura
- Titolo originale: Nothing to Fear
- Diretto da: Michael Slovis
- Scritto da: Richard Hatem e Jenny Kao

### Trama
Paese delle Meraviglie, presente. Will, ora il nuovo Genio della lampada, viene trovato da Liz, la ragazza brigante che aveva già aiutato Alice nella sua avventura, la quale (avendo sempre avuto una cotta segreta per il Fante) ora ha tre desideri. Alice si sveglia nella tenda che Cyrus aveva costruito prima di essere separati e, pur non avendo ricordo di ciò che è successo nel campo, parte restia con Cyrus e la Regina alla ricerca di Will. Lungo il cammino, però, Anastasia viene rapita dagli abitanti di un villaggio ridotti alla fame, che desiderano vendicarsi sulla donna per il suo rigido regno, ora concluso. Cyrus e Alice riescono a trovarla, ma sopraffatti dai contadini, si ritrovano a fare da prede per i Palmipedoni. Intanto, Jafar, nuovo re del Paese delle Meraviglie, saputo che Alice non ha più desideri, vuole trovare nuovamente la lampada e grazie al Brucaliffo scopre l'esistenza di una creatura oscura e pericolosa che può aiutarlo: il Ciciarampa. Si reca nella torre dove è imprigionato, e qui viene sopraffatto dal potere della creatura (capace di capire le paure di chiunque). Will e Liz, arrivati nel villaggio di lei, cominciano ad usare i desideri, uno dei quali porta ad un'esplosione di fuochi d'artificio. Cyrus, Alice e la Regina, scappati dai Palmipedoni, notano i fuochi e si recano al villaggio. Anastasia trova l'ampolla, ma scopre Liz morta (in quanto aveva inavvertitamente espresso il desiderio che Will provasse qualunque cosa per lei, in quel caso la sofferenza), e il gruppo riunito decide di fuggire dal paese. Ma Cyrus scopre che Jafar ha altri due Geni in suo possesso: i suoi fratelli, e vuole salvarli. Jafar è riuscito a liberare il Ciciarampa, che ha assunto l'aspetto di donna, e con esso dispone di un potere che nemmeno lui comprende.
- Guest star: Brian George (vecchio prigioniero/sultano da anziano), Lauren McKnight (Lucertola), Iggy Pop (Brucaliffo), Peta Sergeant (Ciciarampa), Matty Finochio (Panco Pinco).
- Ascolti USA: telespettatori 32 700 000 – share 3%[10]

## Piccoli sporchi segreti
- Titolo originale: Dirty Little Secrets
- Diretto da: Alex Zakrzewski
- Scritto da: Adam Nussdorf e Rina Mimoun
- Episodio dedicato a: Cyrus

### Trama
Agrabah, passato. Cyrus e i suoi fratelli, Taj e Rafi, frequentano sale d'azzardo per poter racimolare del denaro. Tuttavia, una sera, un giocatore non contento della perdita, dà fuoco alla loro dimora mentre tornano dalla città: all'interno si trova la madre, la quale, pur salvandosi, riporta ustioni che la stanno portando alla morte. Per salvarla, i tre fratelli si dirigono verso il Pozzo delle Meraviglie, le cui acque incantate possono guarire qualunque male. Raggiunta però la pozza, vengono avvisati dalla guardiana, Nyx, che il destino della loro madre è segnato (in quanto l'acqua può salvare solo le persone il cui fato è incerto, mentre la morte della loro madre è inevitabile) e se prenderanno comunque l'acqua dovranno subire dure conseguenze. Per salvare la madre, Cyrus spinge i fratelli ad ignorare l'avvertimento e tornati a casa, grazie all'acqua, la madre, che si scopre essere Amara, guarisce. Ella, scoperta però la provenienza dell'acqua, conoscendo la magia, cerca di mettere in salvo i tre figli, ma inutilmente: Nyx li trova e per punirli li trasforma in geni, li intrappola in due ampolle e una lampada e li disperde.
Paese delle Meraviglie, presente. Alice, Cyrus, Anastasia e Will cercano un modo per poter spezzare la maledizione che ha trasformato Cyrus e i fratelli in geni, così da annullare il piano di Jafar. Mentre Alice e Cyrus si recano alla ricerca del Pozzo delle Meraviglie del Paese delle Meraviglie (perché le sue acque magiche scorrono sotto tutti i Mondi), la Regina e Will si recano dal Bianconiglio per cercare appoggio, e da lui apprendono che Jafar ha liberato il Ciciarampa. Anastasia, terrorizzata, cerca così di tenere Will al sicuro, ma vengono trovati e portati al palazzo reale. Jafar lascia che il Ciciarampa torturi psicologicamente la Regina così da farle esprimere i desideri: riuscita nell'intento, Jafar ora possiede il potere dei tre geni ed è pronto ad usarlo. Nel mentre, Cyrus trova il Pozzo ed apprende da Nyx che per rompere la maledizione egli deve riportare l'acqua rubata al Pozzo: dalla Guardiana apprende inoltre che la madre è, nonostante i secoli trascorsi, ancora viva.
- Guest star: Leah Gibson (Nyx), Raza Jaffrey (Taj), Dejan Loyola (Rafi), Zuleikha Robinson (Amara), Peta Sergeant (Ciciarampa), Ben Cotton (Pinco Panco).
- Ascolti USA: telespettatori 32 200 000 – share 3%[11]

## Il nocciolo della questione
- Titolo originale: Heart of the Matter
- Diretto da: David Boyd
- Scritto da: Jenny Kao e Katie Wech
- Episodio dedicato a: Regina Rossa/Anastasia e Will Scarlett/Fante di Cuori

### Trama
Paese delle Meraviglie, passato. Anastasia è in procinto di sposare il Re Rosso, quando fa la conoscenza della Regina di Cuori, Cora, la quale, vedendo in lei le potenzialità che la figlia non ha espresso, vuole aiutarla con la magia. Tuttavia, Anastasia è contraria all'uso di tale potere. La sera prima del matrimonio, Will si intrufola nella camera di Anastasia perché vuole che lei scappi con lui e, non ricevendo consenso, vuole che si incontrino al loro carro. Cora ha assistito alla conversazione e si reca da Will, dicendogli che Anastasia non lo seguirà: troppo addolorato, Will si fa estirpare il cuore, così da non soffrire più e Cora ne farà di lui il suo Fante. Anastasia, ora la nuova Regina Rossa, sta per abbandonare la sua vita regale per tornare da Will, ma Cora le mostra che Will non la sta aspettando: lei potrà insegnarle ad essere una vera regina e ad usare il potere che ne deriva e, soprattutto, le comincia ad insegnare come usare il potere della magia.
Paese delle Meraviglie, presente. Mentre Cyrus e Alice cercano di recuperare la sua bussola magica per trovare la madre di lui, Jafar comincia a richiamare il potere dei tre geni, però inutilmente. Capisce che è Will che non permette il completamento dell'incantesimo, a causa di una protezione magica che ritiene essergli fornita da Anastasia: in realtà, a Will manca il cuore e l'incantesimo non si compie per tale motivo. Cyrus e Alice, scoperte le intenzioni di Jafar, chiedono aiuto al Bianconiglio per recuperare il cuore del Fante prima del mago: esso si trova a Storybrooke, nella casa di Will. Dopo aver recuperato il cuore e tornati al Paese delle Meraviglie, vengono sorpresi da Jafar: egli riesce ad impossessarsi del cuore, ma quando tenta di uccidere Cyrus, il suo bastone si ribella e gli sfugge di mano. Da ciò, Cyrus e Alice capiscono, anche grazie alla bussola, che l'oggetto è Amara trasformata. Jafar reinserisce il cuore di Will nel petto di lui: l'amore per Anastasia ritorna in lui, ma Jafar pugnala a morte la ragazza di fronte all'inerme Fante.
- Guest star: Brian George (vecchio prigioniero/sultano da anziano), Barbara Hershey (Cora/Regina di Cuori), Iggy Pop (Brucaliffo), Peta Sergeant (Ciciarampa), Ben Cotton (Pinco Panco), Matty Finochio (Panco Pinco).
- Ascolti USA: telespettatori 3 510 000 – share 3%[12]

## Per prendere un ladro
- Titolo originale: To Catch a Thief
- Diretto da: Billy Gierhart
- Scritto da: Adam Nussdorf e Jerome Schwartz
- Episodio dedicato a: Alice e Will Scarlett/Fante di Cuori

### Trama
Paese delle Meraviglie, passato. Il Fante, comandato dalla Regina di Cuori, dà la caccia ad un assassino. Quando viene a contatto con lui, egli scopre che questo in realtà è una ragazza, Alice, che la Regina di Cuori cerca ostinatamente, per un piccolo furto, di eliminare. Più volte i due si incontrano, e quando Alice comprende che il Fante è così perché gli manca il cuore, si offre di recuperarglielo. Entrata nel mausoleo di cuori della Regina, recupera il cuore del Fante, e assieme cercano delle prove per aiutare Alice a dimostrare l'esistenza del Paese delle Meraviglie. Quando Alice riesce a recuperare il Bianconiglio, si separa dal Fante per tornare al suo mondo, ma sul cammino, incapperà in Cyrus e la sua ampolla.
Paese delle Meraviglie, presente. Jafar ha conservato Anastasia in una teca, così da obbligare Will a realizzare il suo piano (e riportare poi in vita la donna). Egli si reca da Alice e Cyrus per convincerli a dargli il bastone, ma loro rifiutano. Will è così costretto allora a prenderlo con la forza lungo il cammino verso il Pozzo delle Meraviglie. Alice e Cyrus riescono comunque a recuperare Will e il bastone, ma nel continuare il viaggio ricevono la visita del Ciciarampa: ella vuole aiutarli così da prendersi la Spada Bigralace e non essere più assoggettata a Jafar. Con un piano, mentre Cyrus si fa portare al cospetto di Jafar, Alice e Will entrano di nascosto nel castello. Tuttavia, Jafar incontra presto una vecchia conoscenza: Amara è libera dalla sua forma costretta, e i due stregoni intraprendono uno scontro. Jafar ha però capito che i tre Geni sono i figli di Amara, e riesce a pugnalare Cyrus. In questo modo obbliga Amara a lanciare l'incantesimo con lui. Quando Alice accorre e vede Cyrus inerme, Jafar e Amara stanno lanciando l'incantesimo.
- Guest star: Brian George (vecchio prigioniero/sultano da anziano), Raza Jaffrey (Taj), Dejan Loyola (Rafi), Zuleikha Robinson (Amara), Peta Sergeant (Ciciarampa).
- Ascolti USA: telespettatori 3 350 000 – share 3%[13]

## E vissero...
- Titolo originale: And They Lived...
- Diretto da: Kari Skogland
- Scritto da: Edward Kitsis, Adam Horowitz e Zack Estrin

### Trama
Paese delle meraviglie. Jafar e Amara possiedono il potere di andare oltre le regole della magia: Jafar le usa immediatamente sul padre, prima obbligandolo ad amarlo, poi uccidendolo (volendo avere la soddisfazione di fargli sentire come ci si sente ad essere uccisi da qualcuno che si ama) facendolo affogare. Nel frattempo Amara, scappata con Alice e il figlio, trova rifugio dal Bianconiglio, dove può guarire il ragazzo, quindi tutti insieme pensano ad un contrattacco per sconfiggere Jafar e l'unica soluzione risulta essere quella di riportare l'acqua che Cyrus e i fratelli avevano preso al Pozzo delle Meraviglie: così facendo la maledizione dei geni cesserà e così anche l'incantesimo. Intanto Jafar ha prima riportato in vita Anastasia e l'ha obbligata ad amarlo, di seguito ha annientato il Ciciarampa e quindi ha fatto rivivere un intero esercito per poter dare la caccia ai fuggitivi. Questi ultimi, nel frattempo, si sono divisi: Amara e Cyrus sono diretti al Pozzo delle Meraviglie, mentre Alice ha organizzato un piccolo manipolo di abitanti per attaccare il castello. Entrambi i gruppi vengono però attaccati dalle guardie dello stregone e mentre Amara e il figlio se la cavano facilmente, Alice viene catturata e portata al cospetto di Jafar: egli vuole che la ragazza gli riveli le intenzioni di Amara altrimenti avrebbe cambiato il passato di Alice, impedendole di aver mai conosciuto Cyrus. Alice si rifiuta di cedere, ma Jafar, grazie ad Anastasia, scopre il progetto della giovane. Cyrus e Amara sono arrivati al Pozzo, ma Jafar la blocca prima che si consegni a Nyx e la uccide. Sta per uccidere anche Cyrus, ma arriva in soccorso Alice, liberata dal Bianconiglio e da Anastasia, ristabilitasi grazie al bacio del vero amore di Will. Cyrus raccoglie l'acqua in cui la madre si è trasformata, e sta per riconsegnarla alla guardiana quando Jafar riesce a sottrargliela, ma così facendo ora lui l'ha presa a Nyx e la guardiana trasforma prima lo stregone in un genio e lo imprigiona in un'ampolla (che poi scompare), quindi spezza la maledizione su Taj, Rafi e Will. Tutto quanto fatto da Jafar in pieni poteri viene annullato, e Anastasia cade nuovamente nella morte. Tuttavia, non essendo questo il suo destino, grazie all'acqua magica donata da Nyx la giovane regina torna di nuovo in vita.
Reame nell'età vittoriana. L'avventura di Alice e Cyrus è ora finita: la ragazza torna a casa accompagnata dai suoi amici, la sua famiglia si scusa per non averla creduta e tutti insieme celebrano le nozze di Alice e Cyrus. Qualche anno dopo, Alice e Cyrus hanno una figlia, a cui Alice ha raccontato le sue avventure nel Paese delle Meraviglie, pubblicate in un omonimo libro. Will e Anastasia si scoprono essere diventati così il Re Bianco e la Regina Bianca, che hanno riportato la gioia e la pace nel Paese delle Meraviglie.
- Guest star: Whoopi Goldberg (signora Bianconiglio), Heather Doerksen (Sarah, matrigna di Alice), Brian George (vecchio prigioniero/sultano da anziano), Leah Gibson (Nyx), Raza Jaffrey (Taj), Dejan Loyola (Rafi), Zuleikha Robinson (Amara), Peta Sergeant (Ciciarampa), Shaun Smyth (Edwin).
- Ascolti USA: telespettatori 3 380 000 – share 3%[14]